# Karen Smith
Karen Ellen Smith (* 9. Mai 1965 in Red Bank, New Jersey) ist eine US-amerikanische Mathematikerin, die sich mit Kommutativer Algebra und Algebraischer Geometrie beschäftigt.

## Leben
Smith machte ihren Abschluss an der Princeton University 1987, wobei sie unter dem Einfluss von Charles Fefferman zur Mathematik wechselte. Danach war sie mehrere Jahre Schullehrerin. Ab 1988 arbeitete sie an ihrer Doktorarbeit an der University of Michigan bei Melvin Hochster, bei dem sie 1993 promoviert wurde (Tight closure of parameter ideals and f-rationality). Danach war sie an der Purdue University bei Craig Huneke als Forscherin und wurde 1994 Moore-Instructor und danach Associate Professor am Massachusetts Institute of Technology. Seit 1997 ist sie Professor an der University of Michigan.
Seit 1991 war sie mit dem finnischen Mathematiker Juha Heinonen verheiratet, der 2007 starb. Sie hat mit ihm drei Kinder. Smith hält sich regelmäßig in Finnland auf.

## Auszeichnungen
Im Jahr 2001 erhielt sie den Ruth Lyttle Satter Prize in Mathematics insbesondere für den Ausbau des tight closure Konzepts (übersetzt etwa straffer Abschluss) von Hochster und Huneke in der kommutativen Algebra und dessen Anwendung in der algebraischen Geometrie. Sie ist Fellow der American Mathematical Society.
Im Jahr 2014 war sie Eingeladene Sprecherin auf dem ICM in Seoul (Local and global Frobenius splitting). 2016 hielt sie die Noether Lecture, 2019 wurde sie in die National Academy of Sciences gewählt. 1997 erhielt sie ein Stipendium der Alfred P. Sloan Foundation (Sloan Research Fellowship). 2021 wurde Smith als Colloquium Lecturer der American Mathematical Society bestimmt und in die American Academy of Arts and Sciences gewählt.

## Schriften
- mit Lauri Kahanpää, Pekka Kekäläinen, William Traves An invitation to algebraic geometry. Springer Verlag 2000, 2004 (Vorlesungen in Finnland), ISBN 0-387-98980-3.
- mit János Kollár, Alessio Corti Rational and nearly rational algebraic varieties. Cambridge University Press, Cambridge 2004.